# The Jessica Fletchers
The Jessica Fletchers sind eine norwegische Rock-Band.

## Geschichte
Die Band wurde 1997 in Drammen gegründet und nach der Mord ist ihr Hobby-Hauptfigur Jessica Fletcher benannt. Das Debütalbum erschien noch im Eigenverlag. 2001 gehörten sie zu den drei Gewinnern des Band-Wettbewerbs Zoom Urørt, welcher eine Tournee durch Norwegen beinhaltete.  Ab dem zweiten Album wurden sie dann vom Osloer Pop-Rocklabel Perfect Pop Records verlegt. Es folgten mehrere kleine Auslands-Tourneen.
Seit 2009 ist die Band inaktiv.

## Diskografie

### EPs
- Sorry About the Noise! (2000)
- (Come On) It’s Only Nine (2002)

### Alben
- I Can Shoot You from Here (1998)
- What Happened to The? (2003)
- Bloody Seventies Love (2004)
- Summer Holiday & Me (2005)
- Less Sophistication (2005)
- You Spider (2007)